# 초코긴혀박쥐
초코긴혀박쥐(Lonchophylla chocoana)는 주걱박쥐과(신세계잎코박쥐과)에 속하는 박쥐의 일종이다. 남아메리카에서 발견된다.

## 특징
작은 크기의 박쥐로 머리부터 몸까지 몸길이가 70~74mm이고, 전완장은 44~48mm, 꼬리 길이는 7~10.5mm이다. 발 길이는 10~15mm, 귀 길이는 14~17mm 정도이다. 몸무게는 최대 23g이다.